# HHhH
Pour les articles homonymes, voir HHhH (film).
HHhH est un roman de l'écrivain français Laurent Binet, publié en 2010 par les éditions Grasset.
Le titre est le sigle de la phrase en allemand de « Himmlers Hirn heißt Heydrich », littéralement « le cerveau de Himmler s'appelle Heydrich », surnom de ce dernier donné par les SS. Le roman raconte l'histoire de l'opération Anthropoid, au cours de laquelle fut assassiné Heydrich pendant la Seconde Guerre mondiale.
Le livre obtient le prix Goncourt du premier roman en 2010 et fait partie de la liste des livres majeurs de l'année 2012 tenue par le New York Times. 
Le roman est adapté dans deux films. Un premier nommé Opération Anthropoid de Sean Ellis sorti en 2016 et un second HHhH sorti au cinéma en 2017, réalisé par Cédric Jimenez.

## Résumé

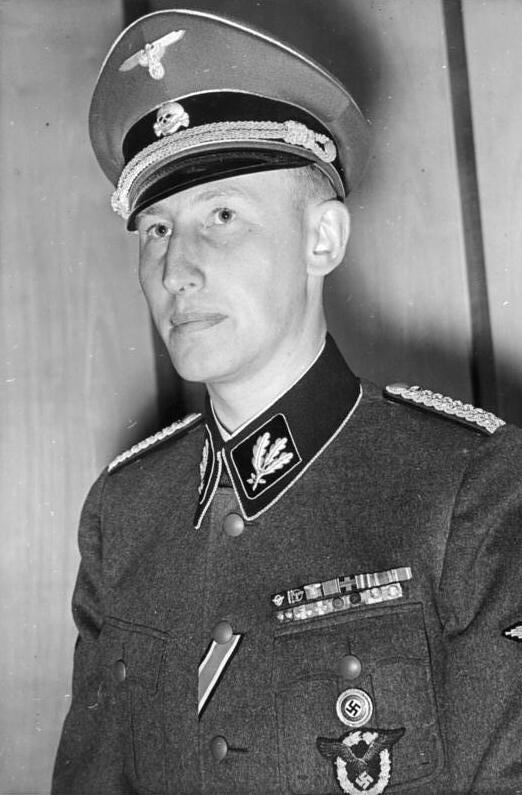
Reinhard Heydrich en 1940.

Le livre raconte l'histoire de l'opération Anthropoid, initiée depuis Londres, exécutée par trois parachutistes tchécoslovaques, Jozef Gabčík, Jan Kubiš et Josef Valčík, ayant pour objectif l'assassinat à Prague, le 27 mai 1942, de l'un des personnages les plus importants du Troisième Reich, Reinhard Heydrich, surnommé « le Boucher de Prague » alors qu'il était vice-gouverneur en Bohême-Moravie.

## Analyse
Tout au long de la narration, l'auteur s'interroge, mêlant réflexions sur la puissance des faits historiques et traits d'humour, sur la forme à donner à son récit, évoquant les difficultés de l'auteur à choisir entre la fiction et la restitution brute de la vérité historique.  
Selon Marie-Andrée Morache, le roman « se distingue d’autres œuvres contemporaines traitant des crimes de masse par la posture coupable de son énonciation ». 
Le titre a été suggéré par l'éditeur Grasset, au lieu de « Opération Anthropoïde » qui évoquait trop la littérature de science-fiction. L'éditeur a aussi demandé à l'auteur qu'il retire une vingtaine de pages critiques du livre Les Bienveillantes de Jonathan Littell, Prix Goncourt 2006. Le magazine littéraire américain The Millions (en) a mis en ligne en 2012 la traduction des pages manquantes en question.

## Accueil
Le livre reçoit rapidement un accueil favorable, tant pour la qualité de l'écriture que pour la forme choisie,.

« Laurent Binet procède par allers-retours dans le temps et l'espace, entre réflexions personnelles et documents historiques, composant peu à peu un puzzle d'où émergent une image de plus en plus nette de ce qui s'est joué ce jour-là, et quelques visages. D'abord, ceux, inoubliables, de ces parachutistes d'un courage inouï. Et celui, terrifiant, du Reichsprotektor de Bohême-Moravie, le SS Reinhard Heydrich, « l'homme le plus dangereux du IIIe Reich », alias « la Bête blonde ». »

— Bernard Loupias, Le Nouvel Observateur

## Distinctions
- Prix Goncourt du premier roman 2010[7]
- Meilleurs livres de l'année du magazine Lire 2010, catégorie « Découverte France »
- Prix des lecteurs du livre de poche 2011, catégorie « littérature »[8]
- Europese Literatuurprijs (nl) 2011 (finaliste)
- National Book Critics Circle Award 2012[9]
- The New York Times Book Review : Notable Book of the Year 2012[10]

## Adaptation
Le roman a été adapté au cinéma en 2016. Réalisé par Sean Ellis co-scénarisé avec Anthony Frewin, le film est interprété par Jamie Dornan, Cillian Murphy, Charlotte Le Bon, Toby Jones et Harry Lloyd.
Le roman a été adapté au cinéma en 2017. Réalisé par Cédric Jimenez sur un scénario qu'il a écrit avec David Farr et Audrey Diwan, le film, tourné en anglais, est interprété par Jason Clarke, Rosamund Pike, Jack O'Connell, Jack Reynor et Mia Wasikowska.
Naturellement difficiles à rendre cinématographiquement, les introspections de l'auteur Laurent Binet pendant la rédaction du livre, et qui font une grande part de l'intérêt du livre, sont totalement absentes du film homonyme qui en a été tiré par Cédric Jimenez, qui se concentre essentiellement sur l'histoire du commando.